# Noche fantástica
Noche fantástica (en alemán Phantastische Nacht) es una novela del escritor austriaco Stefan Zweig publicada en 1922. El autor narra una historia, (una de las más largas de Zweig) con la técnica literaria de simular que un editor publica la experiencia escrita por el protagonista.
En España hay editado un libro recopilatorio (editado originalmente como conjunto en 1936) con siete relatos de Stefan Zweig (Primavera en el Prater, En la nieve, Escarlatina, La institutriz, Novelita de verano, Noche fantástica y El pago de la deuda atrasada) con el nombre de Noche fantástica.

## Argumento
Un rico aristócrata pasa una noche deambulando por las calles y gastando el dinero que ganó en las carreras de caballos de forma ilícita. Lo que experimente esa noche causará un cambio prodigioso en él.